# Silvio Lehmann

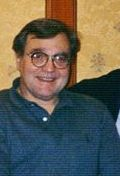
Silvio Lehmann 1999

Silvio Lehmann (* 20. Juni 1945 in Wien; † vor oder am 3. April 2025) war ein österreichischer Soziologe, Historiker und politischer Aktivist.
Lehmann war zunächst im Verband Sozialistischer Studentinnen und Studenten Österreichs (VSStÖ) aktiv und trat in der österreichischen 68er-Bewegung hervor. Er war Mitarbeiter verschiedener Forschungsprojekte in Österreich, Deutschland und Frankreich und engagierte sich im Republikanischen Club – Neues Österreich gegen Kurt Waldheim und die schwarz-blaue „Wende“ von 2000 sowie bei SOS Mitmensch.

## Publikationen
- Hg. mit Martin Kargl: Land im Lichtermeer. Stimmen gegen Fremdenfeindlichkeit. Picus, Wien 1994, ISBN 978-3-85452-252-2
- (Hg.) Sexualität ist nicht pervers. Vorträge und Diskussion im Rahmen einer Informationsreihe, veranstaltet vom Verband Sozialistischer Studenten Österreichs in der Zeit vom 16. bis 20. Oktober 1967 an der Universität Wien. Mit einem Vorwort von Silvio Lehmann und einer Stellungnahme zum § 228 der Regierungsvorlage 1968 eines Strafgesetzbuches von Herbert Leirer. Europaverlag, Wien – Frankfurt – Zürich 1969, OCLC 833147300